# Государственный музей изобразительного искусства и скульптуры
Государственный музей искусства и скульптуры (тур. Resim ve Heykel Müzesi) — музей изобразительного искусства и скульптуры в Анкаре, Турция.
Музей расположен недалеко от этнографического музея.
В нём хранится коллекция турецкого искусства с конца XIX века до наших дней. В музее также есть художественная галерея для проведения выставок.

## История
Здание музея в 1927 году спроектировал архитектор Ариф Хикмет Kоюноглу и строилось с 1927 по 1930 год по указанию Мустафы Кемаля Ататюрка, основателя и первого Президента Турции.
Здание музея предназначалось для Народного дома Анкары. Здание оформлено с турецкими национальными мотивами, интерьеры сделаны из розового дерева. В зале на 500 мест построенного здания, в 1934 году состоялась постановка первой турецкой оперы, а дальнейшем здесь проводились Первый съезд языка и истории Турции и другие крупные мероприятия. Здание было передано Министерству культуры в 1975 году.
Первоначально музей работал как частный музей, но постепенно его взяло под свою опеку правительство Турции.
Первыми произведениями коллекции музея были картины «Торговец оружием» Осман Хамди-бея, «Двери Тимура Тамерлана» Василия Верещагина, «Могила Тамерлана» Зонаро, «Портрет молодой девушки» Эмеля Корутюрка и др. В дальнейшем коллекция пополнялась произведениями турецких художников Эшрефа Урена, Турана Эрола, Арифа Каптана, Орхана Пекера, Рефика Эпикмана, Османа Зеки Эрола, Шефика Бурсалы и др.
В настоящее время музей открыт после реставрации здания в 1980 году.
Во время реставрации здания в 1980 году в нём сделаны пристройки, которые ныне занимают мастерские живописи, скульптуры и керамики. 
Музей был вновь отремонтирован в 2011 году.

## Экспозиция
Музей является центром турецкого искусства. В нём собраны произведения известных турецких художников, скульпторов и др. В дополнение к коллекциям художественных произведений, отражающим становление и периоды развития турецкого изящного искусства и его классификации, в музее работает библиотека изящных искусств. В библиотеке собраны архивы турецких художников.

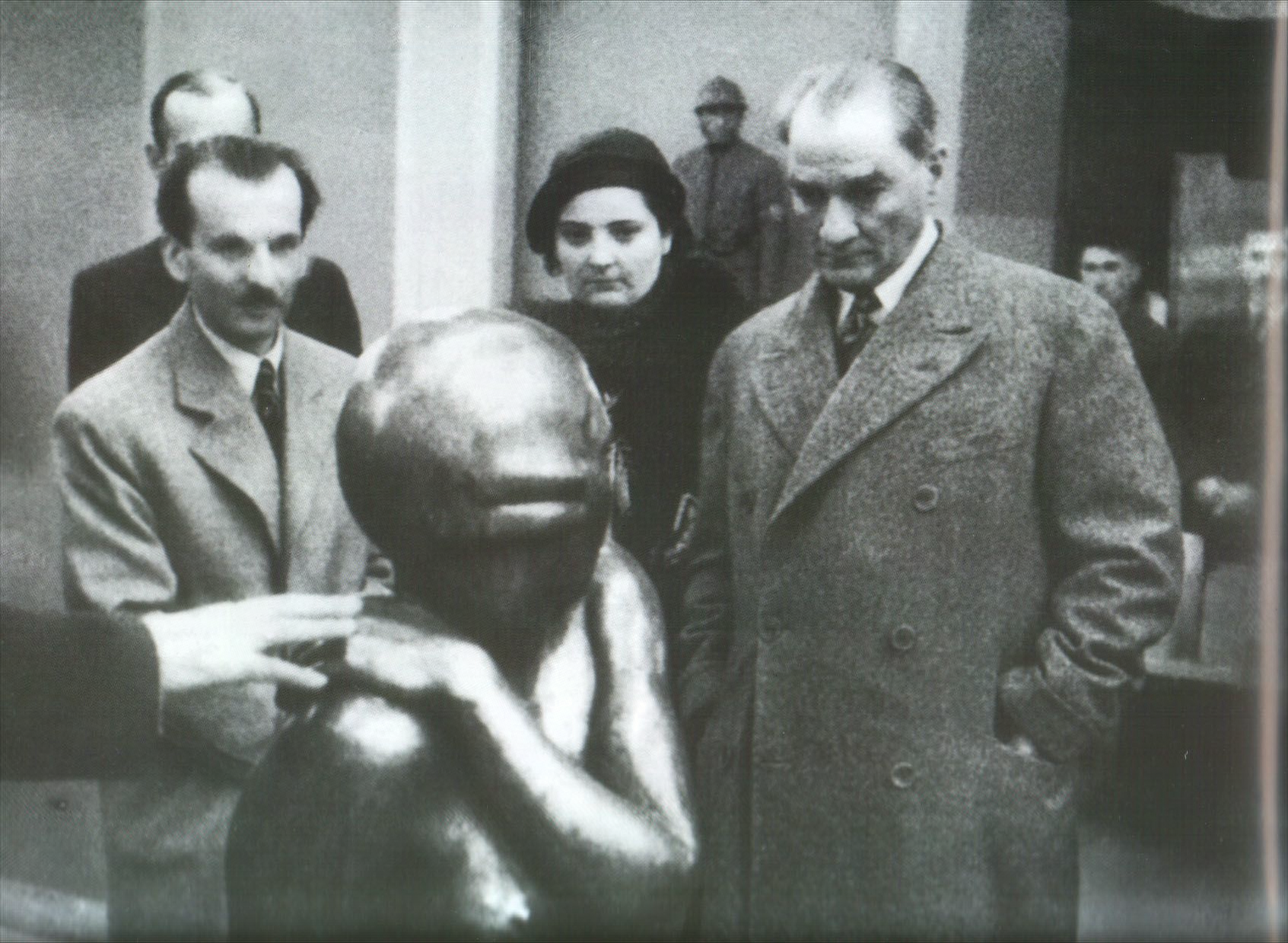
Ататюрк на открытии музея

В музее читаются лекции, проводятся специальные семинары по вопросам турецкого декоративного искусства, керамики, скульптуры.
В трех выставочных залах музея в рамках международных культурных соглашений проводятся выставки зарубежной живописи, скульптуры, керамики, полиграфии и фотографии. Выставки знакомят турок с зарубежным искусством. Выставки турецких произведений искусства также проводятся в других странах.
В историческом зале музея проводятся концерты, театральные представления и демонстрации фильмов.